# Pistocythereis
Pistocythereis is een geslacht van kreeftachtigen uit de klasse van de Ostracoda (mosselkreeftjes).

## Soorten
- Pistocythereis binladengi Hu & Tao, 2008
- Pistocythereis bradyformis (Ishizaki, 1968) Gou in Gou, Zheng & Huang, 1983
- Pistocythereis bradyi (Ishizaki, 1968) Gou in Gou, Zheng & Huang, 1983
- Pistocythereis cribiformis (Brady, 1866)
- Pistocythereis cribriformis (Brady, 1866) Whatley & Zhao (Yi-Chun), 1988
- Pistocythereis fuchuui Hu & Tao, 2008
- Pistocythereis guangdongensis Gou in Gou, Zheng & Huang, 1983 †
- Pistocythereis jenho Hu & Tao, 2008
- Pistocythereis miaoliensis Hu & Yang, 1975
- Pistocythereis subovata Gou in Gou, Zheng & Huang, 1983 †
- Pistocythereis yensongi Hu & Tao, 2008